# Narva (målning)
Narva är en nationalromantisk oljemålning av Gustaf Cederström. Den föreställer den ryska armén som under ledning av sin fältmarskalk, den franska prinsen Charles Eugène de Croÿ, lägger ner sina fanor framför Sveriges kung Karl XII efter att ha förlorat slaget vid Narva år 1700. Den målades 1905 och förvärvades året därpå av Nationalmuseum i Stockholm efter bidrag från riksmarskalk Fredrik von Essen med flera.